# Montenegró a 2014. évi téli olimpiai játékokon
Montenegró az oroszországi Szocsiban megrendezett 2014. évi téli olimpiai játékok egyik részt vevő nemzete volt. Az országot az olimpián 1 sportágban 2 sportoló képviselte, akik érmet nem szereztek.

## Alpesisí
Férfi
| Versenyző    | Versenyszám      | 1. futam | 1. futam | 2. futam | 2. futam | Összesítés | Összesítés |
| Versenyző    | Versenyszám      | Idő      | Hely.    | Idő      | Hely.    | Idő        | Helyezés   |
| ------------ | ---------------- | -------- | -------- | -------- | -------- | ---------- | ---------- |
| Tarik Hadžić | Műlesiklás       | 1:00,95  | 71.      | 1:06,99  | 36.      | 2:07,94    | 38.        |
| Tarik Hadžić | Óriás-műlesiklás | 1:36,55  | 71.      | 1:35,84  | 60.      | 3:12,39    | 62.        |

Női
| Versenyző       | Versenyszám | 1. futam | 1. futam | 2. futam | 2. futam | Összesítés | Összesítés |
| Versenyző       | Versenyszám | Idő      | Hely.    | Idő      | Hely.    | Idő        | Helyezés   |
| --------------- | ----------- | -------- | -------- | -------- | -------- | ---------- | ---------- |
| Ivana Bulatović | Műlesiklás  | 1:07,49  | 53.      | 1:05,31  | 44.      | 2:12,80    | 44.        |